# Tornitz (Barby)
Tornitz ist ein Ortsteil der Stadt Barby im Salzlandkreis in Sachsen-Anhalt.

## Geografie
Tornitz liegt an einer Flussschlinge der Saale, unmittelbar vor deren Mündung in die Elbe. Die am Biosphärenreservat Mittelelbe gelegene Gemeinde ist ca. 4 km von Calbe (Saale) und ca. 6 km von Barby entfernt.
Zur ehemaligen Gemeinde Tornitz gehörte der Ortsteil Werkleitz und die Siedlung „Grube Alfred“.

## Geschichte

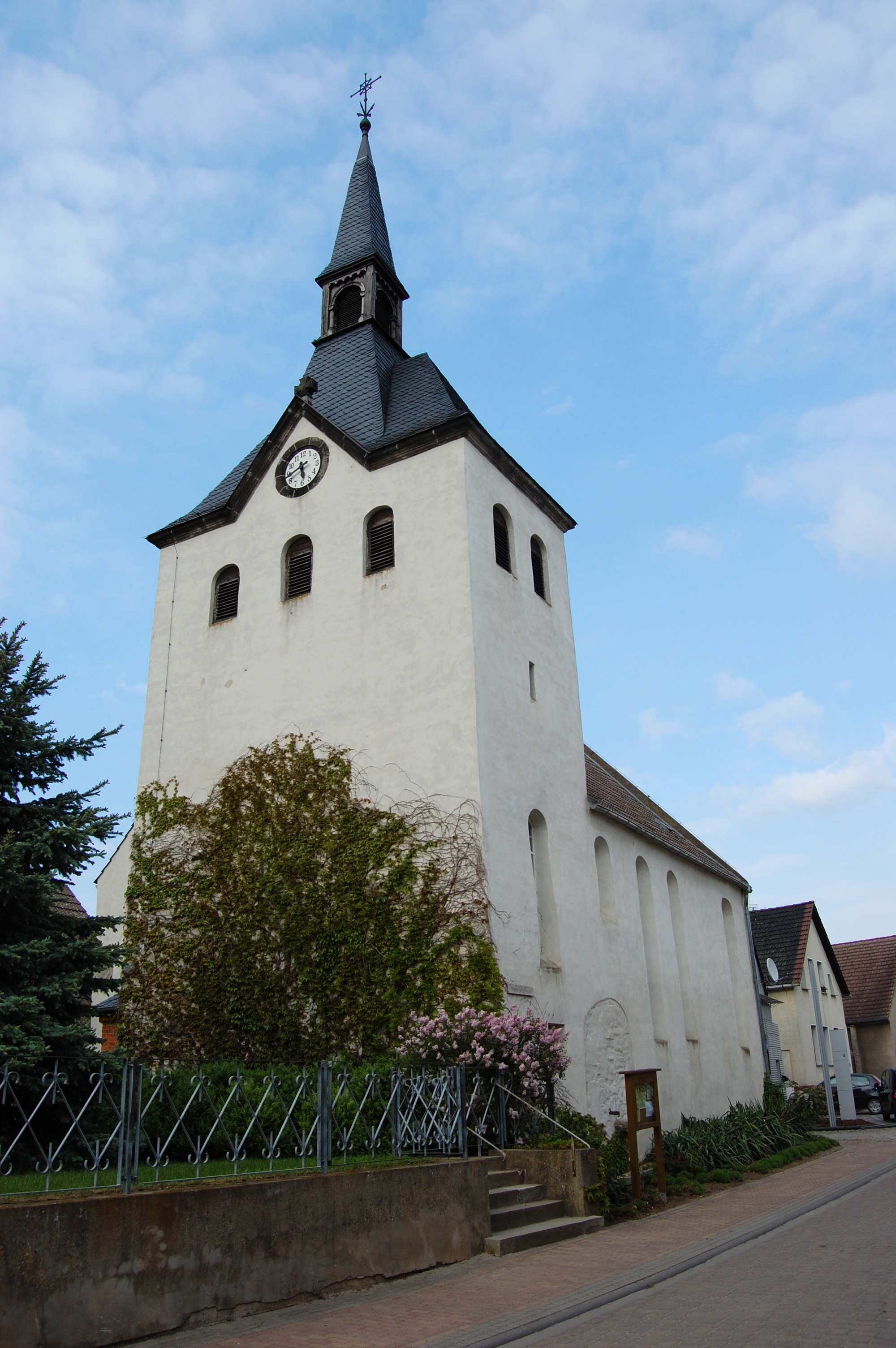
Katharina-von-Bora-Kirche

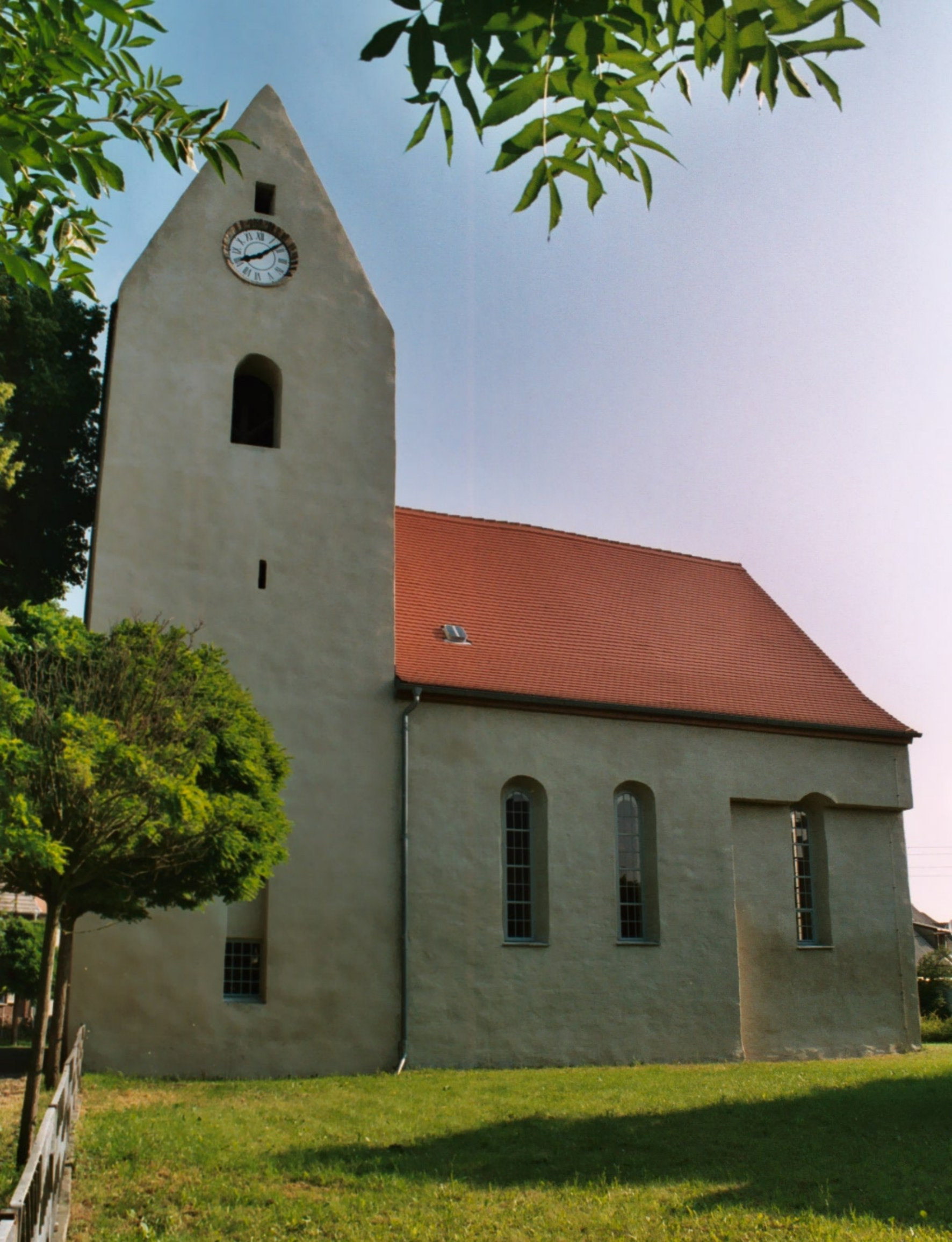
St.-Nicolai-Kirche

1382 taucht der ursprünglich slawisch besiedelte Ort als Tornicz erstmals in einer Urkunde auf, der heutige Ortsteil Werkleitz 1494 als Wercklitzke. Die als Wehrkirchen angelegten Gotteshäuser in beiden Orten (Katharina-von-Bora-Kirche (Werkleitz), St.-Nicolai-Kirche (Tornitz)) existieren bereits seit Anfang des 10. Jahrhunderts.
Tornitz und Werkleitz waren in der Vergangenheit wegen ihrer Lage nahe der Saalemündung in die Elbe oft verheerenden Hochwassern (insbesondere nach Deichbrüchen) ausgesetzt (1651, 1670, 1752, 1760, 1784, 1830, 1926, 1939 und 1988).
Seit 1620 bestehen regelmäßige Fährverbindungen über die Saale von Werkleitz nach Groß Rosenburg.
Die zur ehemaligen Grafschaft Barby gehörenden Orte waren von 1807 bis 1815 Teil des Königreiches Westphalen, nach dem Wiener Kongress kam das Gebiet zu Preußen (Landkreis Calbe/S. in der „Provinz Sachsen“).
Von der Mitte des 19. Jahrhunderts an entstanden in Tornitz neue Arbeitsmöglichkeiten. So wurden Bockwindmühlen und eine Dampfziegelei errichtet. Die Straßen wurden gepflastert und eine Molkerei nahm den Betrieb auf. 1911 kam elektrische Energie in die Gemeinden. Die Braunkohlengrube Alfred wurde nach wenigen Jahren 1915 wegen Unrentabilität wieder geschlossen (an diese Zeit erinnern die Seen im Gebiet, die nach Wassereinbrüchen in die Grube entstanden – Erlenteich, Grüner Teich, Beamtenteich, Pappelteich).

Flurkarte von Tornitz um 1900

Kurz nach der Umbenennung des Landkreises Calbe in Landkreis Schönebeck am 15. Juni 1950 wurde Werkleitz am 20. Juli 1950 nach Tornitz eingemeindet. Im gleichen Jahr entstand in unmittelbarer Nähe das erste Niederschachtofenwerk der Welt in Calbe (Saale), das vielen Tornitzern neue Arbeitsplätze bot (bis 1970). Von 1975 bis 1978 erhielt Tornitz eine zentrale Trinkwasserleitung. 1984 war die Gemeinde „Schönstes Dorf des Bezirkes Magdeburg“. In der Zeit bis zur Wende 1989 war die Gemeinde landwirtschaftlich geprägt. Die LPG Tornitz-Werkleitz ging 1991 in einer Agrar GmbH, einen Milchhof und eine Sauenanlage über. 1991 nahm ein Kieswerk im Ort den Abbau auf, 1995 wurde der ortsansässige Metallbaubetrieb erweitert. In den 1990er Jahren wurden die Haushalte an sie zentrale Abwasserleitung angeschlossen. Besondere Aufmerksamkeit genoss in den letzten Jahren die Sanierung und Stabilisierung der Deiche.
Am 22. Mai 1993 wurde in der Gaststätte „Zur Post“ in Tornitz die Gründungsversammlung der Werkleitz Gesellschaft e. V. abgehalten. An der Konstitution des Zentrums für künstlerische Bildmedien Sachsen-Anhalt nahmen 23 Personen aus dem gesamten Bundesgebiet teil. Zuvor war auf dem Privatgrundstück Ziegelei 3 in Werkleitz die 1. Jahrespräsentation der Gesellschaft (Werkleitz Biennale) namens Tapetenwechsel mit 41 teilnehmenden Künstlern durchgeführt.
Am 1. Januar 2010 schlossen sich die bis dahin selbstständigen Gemeinden Tornitz, Breitenhagen, Glinde, Groß Rosenburg, Lödderitz, Pömmelte, Sachsendorf, Wespen und Zuchau sowie die Stadt Barby (Elbe) zur neuen Stadt Barby zusammen. Gleichzeitig wurde die Verwaltungsgemeinschaft Elbe-Saale, zu der Tornitz gehörte, aufgelöst.

## Politik
- CDU: 3
- fraktionslos: 1

### Ortschaftsrat
Vorsitzender des Ortschaftsrats Tornitz ist Eckhard Henschel (CDU) und Stellvertreter ist Oliver Heinzelmann-Oertel (CDU).

## Gedenkstätten
- Grabstätte auf dem Ortsfriedhof für einen unbekannten Polen, der während des Zweiten Weltkrieges nach Deutschland verschleppt und ein Opfer von Zwangsarbeit wurde

## Einwohnerentwicklung
| Jahr | Einwohner |
| ---- | --------- |
| 1895 | 1026      |
| 1925 | 905       |
| 1933 | 783       |
| 1946 | 1256      |
| 1950 | 1171      |
| 1994 | 644       |
| 2005 | 610       |
| 2006 | 590       |
| 2008 | 566       |

## Verkehrsanbindung
Von Tornitz im Elbe-Saale-Winkel bestehen Straßenverbindungen nach Calbe (Saale) und Barby an der Elbe. Eine Gierseilfähre über die Saale verbindet Tornitz mit Groß Rosenburg. Tornitz befindet sich an der Bahnstrecke Berlin–Blankenheim bzw. der Bahnstrecke Magdeburg–Leipzig. Der nächste Bahnhof ist Calbe (Saale) Ost bzw. Calbe (Saale) Stadt.